# علیرضا عباسفرد

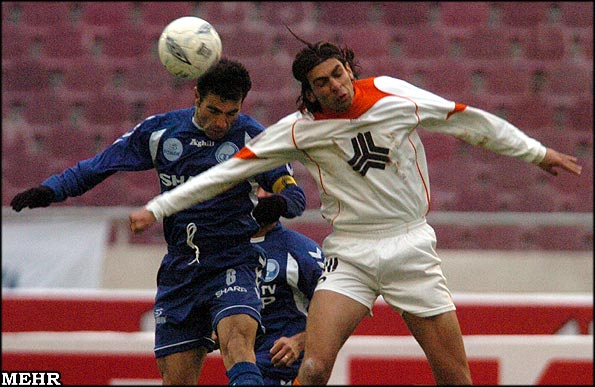
علیرضا عباسفرد (پیراهن سفید آرم سایپا) - ۱۳۸۳

علیرضا عباسفرد (زادهٔ ۲۸ مهر ۱۳۶۰ در شیراز ) بازیکن فوتبال ایرانی است. وی در پست مهاجم بازی می‌کند. 
عضو تیمهای ملی جوانان امید و بزرگسالان بود. عباسفرد در فصل ۱۳۸۷–۸۸ از باشگاه صباباتری به باشگاه استقلال تهران پیوست. او پیش از عضویت در باشگاه صبا باتری در تیم‌های برق شیراز و سایپای کرج بازی می‌کرد.
وی در فصل ۹۱–۱۳۹۰ به عضویت تیم راه‌آهن درآمد.وی در سال ۱۳۹۶ در باشگاه قشقایی شیراز از دنیای فوتبال خداحافظی کرد.
«عباسفرد و رودباریان با راه‌آهن ثبت کردند». ورزش ۳. دریافت‌شده در ۲۱ ژوئیه ۲۰۱۱.